# 辭修公園
25°03′26″N 121°25′40″E / 25.057361°N 121.427668°E

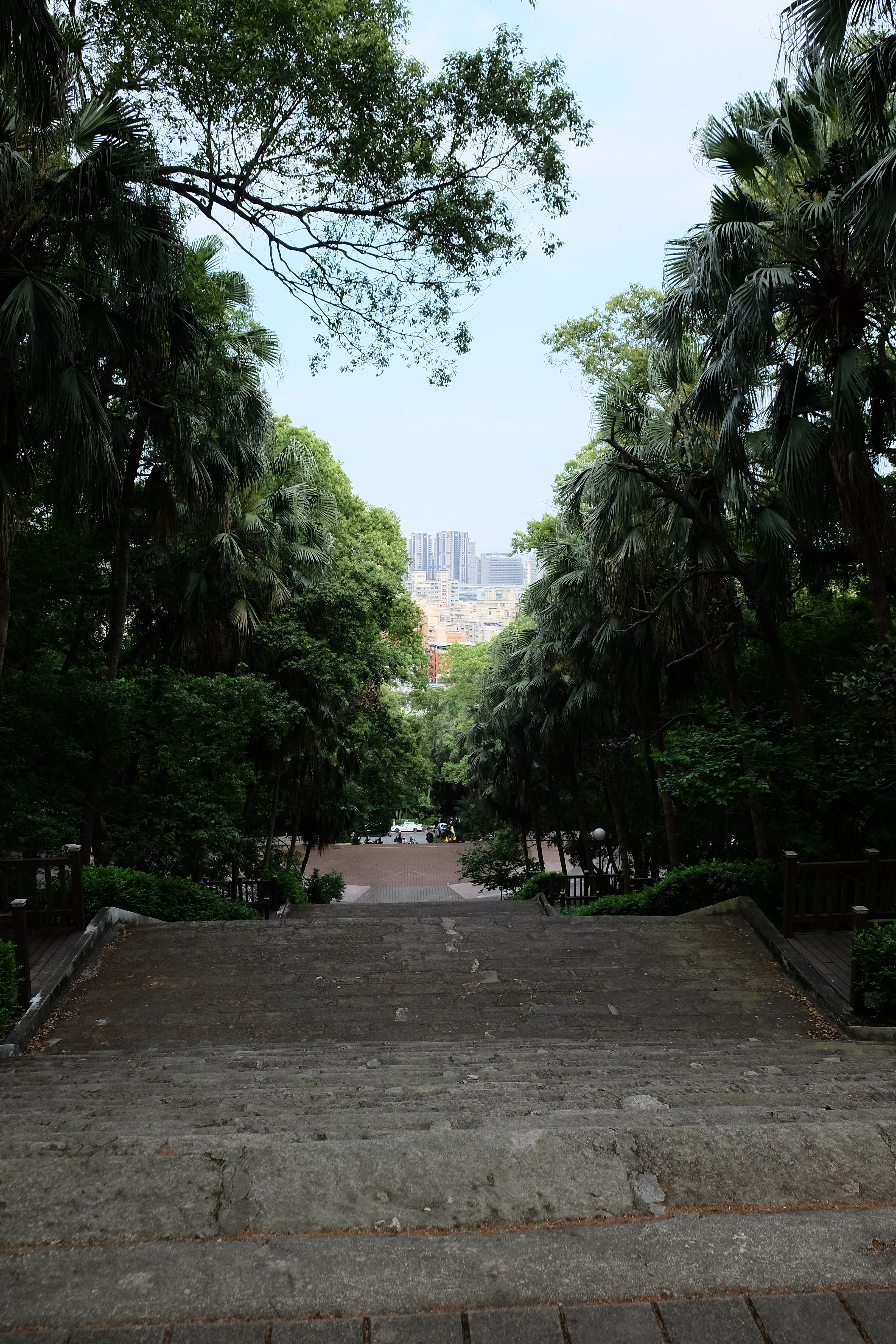
辭修公園遠眺

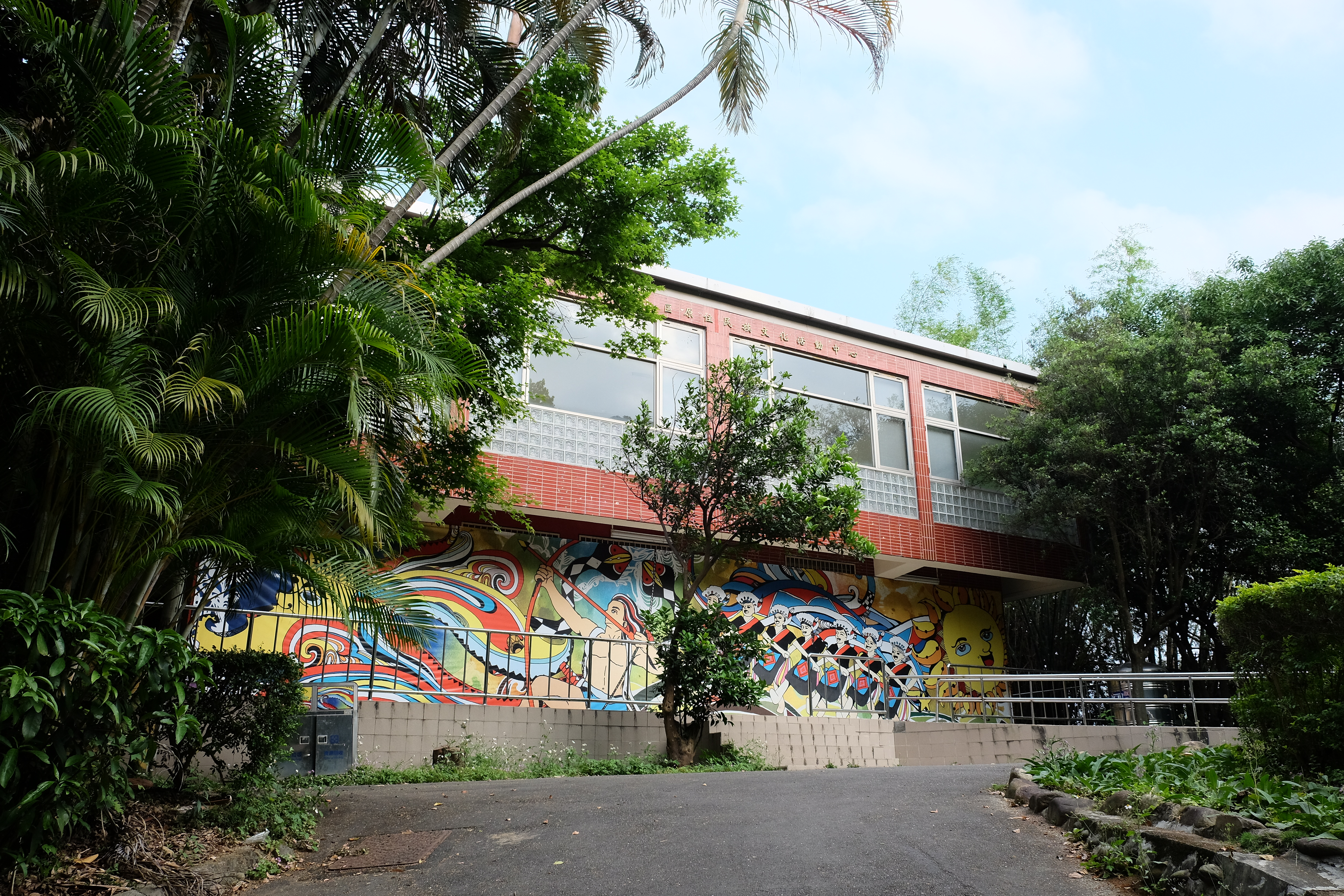
原住民活動中心在辭修公園中，前身曾經為陳誠的紀念館

辭修公園，前名陳誠紀念公園，位於臺灣新北市泰山區同榮里尖凍山丘陵，佔地5.5公頃，原為已故中華民國副總統陳誠與夫人譚祥的合葬墓園，1993年8月，陳家後人將遺骨遷葬至高雄縣大樹鄉（今高雄市大樹區）佛光山萬壽園納骨塔，該園交由泰山鄉公所管理，墓園經過改建更名為辭修公園。

## 園區介紹
辭修公園整座公園設立在面向臺北盆地的山坡上，是林口臺地陡降丘陵的一部份，由入口處向公園內部仰望，兩百多階的中央石階通往中央雕像平臺。平臺面向臺北盆地，視野廣闊，並立有紀念石碑，記述陳誠生平事蹟及蔣中正褒揚石碑。園內曾經有一間「陳　故副總統紀念館」及一座高六台尺半，基座高七台尺半，以青銅一噸鑄成的「陳辭修先生像」（陳誠夫婦遺骨遷葬後，銅像遷至新北市私立辭修高級中學）。此處目前已建設為一兼具親子休閒、生態教育、運動休憩的場所。階梯兩旁林相茂密，人工種植了台灣山櫻、龍柏、南洋杉、樟樹、蒲葵，依地形設置木棧道、涼亭、草坪，使的原本肅穆的墓園成為生態教育、運動、休憩及親子活動空間。

## 外部連結
- 來新北 玩公園：新北市公園資訊服務網-公園總覽：泰山辭修公園 （页面存档备份，存于）